# Porcellio palmae
Porcellio palmae es una especie de crustáceo isópodo terrestre de la familia Porcellionidae.

## Distribución geográfica
Es endémica de La Palma (España).